# Чуваш-Кубово
Чува́ш-Кубо́во (рос. Чуваш-Кубово, башк. Сыуаш Ҡобау) — село у складі Іглінського району Башкортостану, Росія. Адміністративний центр Чуваш-Кубовської сільської ради.
Населення — 1602 особи (2010; 1464 в 2002).
Національний склад:
- чуваші — 91 %